# Полюшков, Владимир Иванович
Владимир Иванович Полюшков (1925—2000) — советский ефрейтор, стрелок 4-й отдельной разведывательной роты, 44-й стрелковой дивизии, 54-й армии, 3-го Прибалтийского фронта. Полный кавалер Ордена Славы.

## Биография
Родился 5 декабря 1925 года в деревне Полевка, Вачского района, Нижегородской области в рабочей семье, в 1941 году окончил семилетнюю школу.
С 1943 года призван в ряды РККА и с 1944 года после прохождения учебных сборов направлен в действующую армию, воевал на Волховском, Ленинградском, 3-м Белорусском и 3-м Прибалтийском фронтах. С 1944 года — разведчик и стрелок 4-й отдельной разведывательной роты, 44-й стрелковой дивизии, 54-й армии. Участник всех наступательных операций своей дивизии 8 мая 1944 года за успешное ведения разведки и обеспечение прикрытием и огнём группы захвата В. И. Полюшков был награждён Орденом Красной Звезды.
21 мая 1944 года стрелок отдельной разведроты рядовой В. И. Полюшков во время ночного поиска в районе населённого пункта Пушково (Псковской области) прикрывая отход разведчиков после захвата «языка», уничтожил около десяти автоматчиков. За это 31 мая 1944 года Указом Президиума Верховного Совета СССР В. И. Полюшков был награждён Орденом Славы 3-й степени.
В ночь на 23 июня 1944 года рядовой В. И. Полюшков с группой захвата проник в расположение противника близ деревни Боровница (Сошихинский район Ленинградской области) и вместе с другими бойцами взял «языка». При отходе разведчики подавили пулемёт врага, уничтожили около десяти солдат. 30 июня 1944 года Указом Президиума Верховного Совета СССР В. И. Полюшков был награждён Орденом Славы 3-й степени. 29 декабря 1980 года Указом Президиума Верховного Совета СССР В. И. Полюшков был перенаграждён Орденом Славы 1-й степени.
11 июля 1944 года ефрейтор В. И. Полюшков в боях за город Остров (Псковская область) истребил свыше десяти гитлеровцев, подавил огневую точку и захватил в плен двух солдат противника. 11 июля 1944 года Указом Президиума Верховного Совета СССР В. И. Полюшков был награждён Орденом Славы 2-й степени.
В 1948 году старшина В. И. Полюшков демобилизовался из рядов Советской армии. Жил в городе Истра, работал слесарем на Румянцевской фабрике медицинских инструментов.
Умер 18 апреля 2000 года в городе Истра.

## Награды
- Орден Славы I степени (29.12.1980)
- Орден Славы II степени (27.07.1944)
- Орден Славы III степени (31.05.1944)
- Орден Отечественной войны I степени (11.03.1985)
- Орден Красной Звезды (8.05.1944)
- Медаль «За победу над Германией в Великой Отечественной войне 1941—1945 гг.»